# 文化部文化資產局

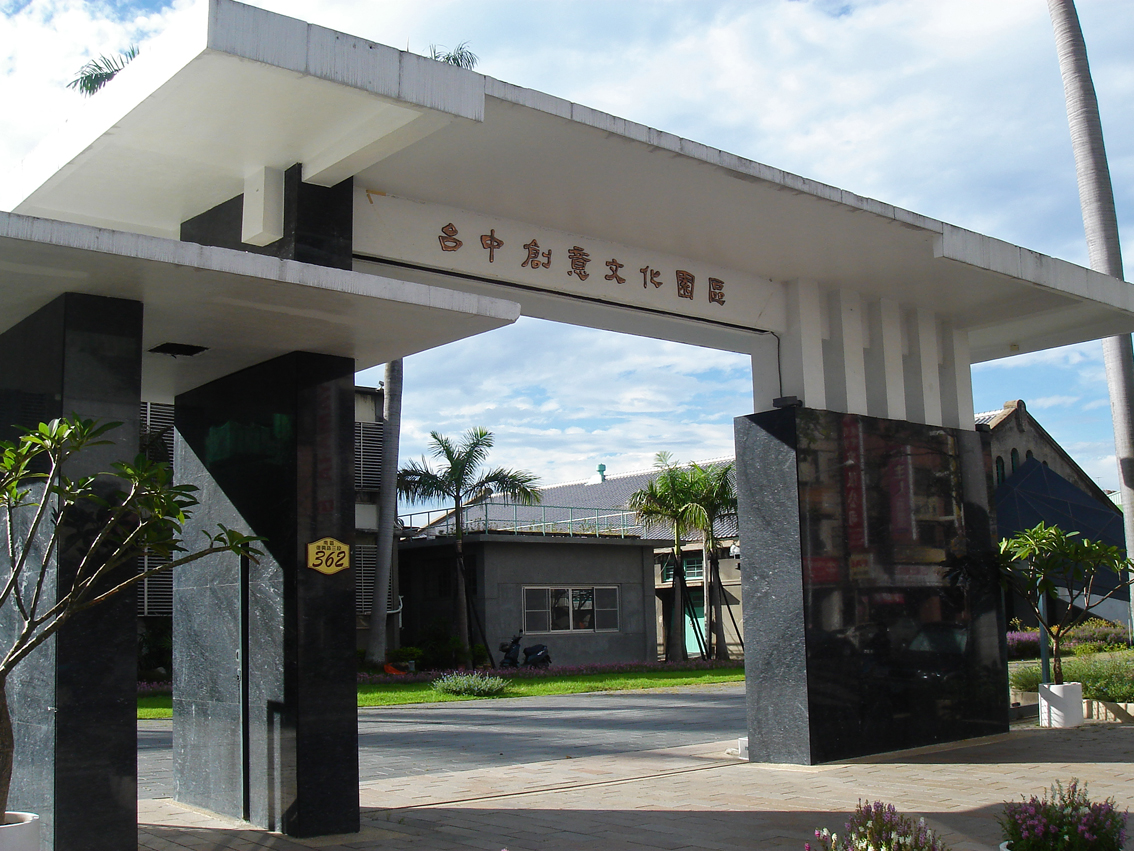
文化部文化資產園區（文資局局本部）入口

文化部文化資產局（簡稱文資局）是中華民國有關文化資產事務的最高主管機關，隸屬文化部，成立於2007年。

## 歷史

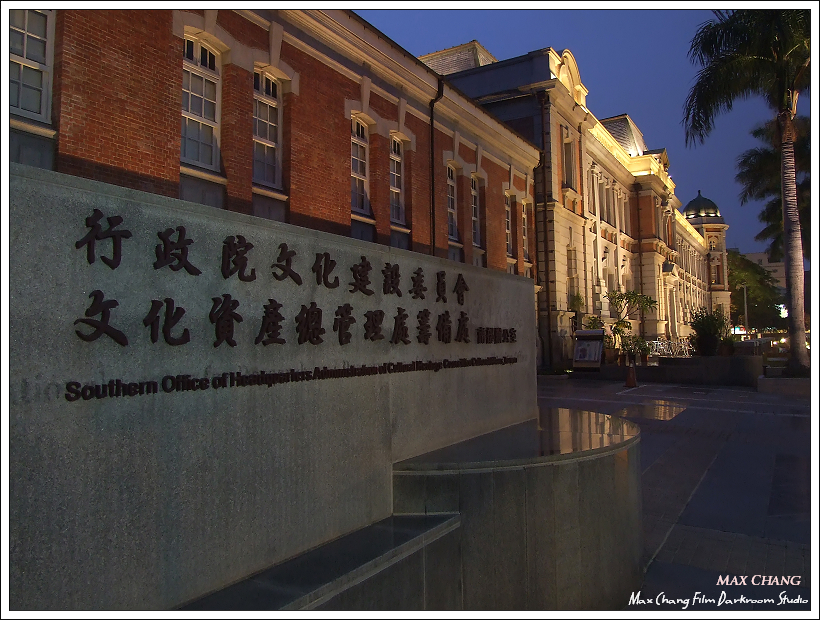
文資總處籌備處南部辦公室

- 1997年8月，行政院文化建設委員會（簡稱文建會）於臺南市中西區原臺南州廳成立國立文化資產保存研究中心籌備處，同時負責國家臺灣文學館與國立文化資產保存研究中心的籌設工作。
- 2006年，依據2005年新修正實施的《文化資產保存法》第11條之規定及立法院95年度第6屆第2會期教育及文化委員會、預算及決算委員會聯席會議之決議，文建會規劃籌設「文化資產總管理處」（簡稱文資總處），專責推動文化資產業務。
- 2007年10月1日，行政院文化建設委員會文化資產總管理處籌備處（簡稱文資總處籌備處）成立。文資總處籌備處將文建會第一處（辦理文化資產業務）、文建會中部辦公室（原位於南投縣中興新村，後遷至臺中市）、文資中心籌備處及國立傳統藝術中心部分業務及人力加以整合，另新增文化資產行政、專業技術與研究人員，設置綜合規劃組、有形文化資產組、無形文化資產組、資產維護發展組、研究傳習組；原文資中心籌備處改為文資總處籌備處南部辦公室。
- 2012年5月20日，文建會升格為文化部，文資總處籌備處同時改組為「文化部文化資產局」，局本部位於臺中市南區的臺中文化創意產業園區（舊台中酒廠，今文化部文化資產園區），南部辦公室改為「文化資產保存研究中心」。
- 2018年5月22日，文化部文化資產局局長施國隆表示，文資局未來將升格為「文化資產署」。[3]
- 2019年11月，文化部以《文化基本法》、《文化政策白皮書》、推動的各項政策和整體性的思維，提出升格後的首次組織改造，相關組織法修正草案已送行政院核定，其中計畫將文化部文化資產局升格為「文化部文化資產署」，轄下增設分署。[4]

## 組織

### 內部單位

#### 業務單位
- 傳藝民俗組[5]
  - 傳統藝術科：原無形文化資產組傳藝民俗科。輔導地方政府接受民間個人／團體提報或辦理該縣（市）區域傳統藝術及民俗生態之普查／選定／認定／登錄等特出之文化財。落實重要傳統藝術、重要民俗及有關文物之保存維護工作。
  - 民俗科：原無形文化資產組傳藝民俗科。
  - 保存技術科：原無形文化資產組保存技術科。推動文化資產保存及修復工作不可或缺，且必須加以保護需要之保存技術及其保存者之普查、列冊追蹤、審查登錄、廢止、公告等事項。
- 古物遺址組
  - 古物科：原有形文化資產組古物科。重要古物及國寶之審查、指定及公告。國立古物保管機關一般古物分級列冊提報之備查。受理地方主管機關或私人古物登錄業務之備查。
  - 遺址科：原有形文化資產組遺址科。受理個人或團體提報具遺址價值者之相關業務。辦理中央主管機關遺址勘查、審議、指定及公告事宜。
  - 水下文化資產科：原研究傳習組保存科學科業務。辦理水下文化資產保存及人才培育。
- 古蹟聚落組
  - 國定古蹟科：原資產維護發展組國定資產科。辦理國定古蹟因管理不當致有滅失或減損價值，通知限期改善，或逕為管理維護、修復等事項。
  - 古蹟歷建科：原有形文化資產組古蹟歷建科。輔助各縣（市）政府辦理古蹟與歷史建築普查、列冊追蹤等事項。召開古蹟歷史建築及聚落審議委員會會議，辦理國定古蹟之重新審議、指定、公告等事項。
  - 聚落文化景觀科：原有形文化資產組聚落文化景觀科。輔助各縣（市）政府辦理聚落及文化景觀普查、列冊追蹤及審查、登錄、廢止等事項。
  - 監管科：原資產維護發展組工程監管科。建置「古蹟歷史建築及聚落修復再利用工程管理制度」。辦理古蹟歷史建築修復再利用工程督導查核。
- 綜合規劃組
  - 綜合計畫科：辦理施政方針、中長程計畫及重大專案計畫之研擬、彙整及績效評估、地方文化資產專責機構之輔導。
  - 國際交流科：辦理文化資產國際交流及合作相關事務之規劃、推動與宣傳、臺灣世界遺產潛力價值之詮釋與整備推動。
  - 公共服務科：辦理產業文化資產之活化及再利用推動、國家文化資產資料庫系統建置及整合推動。
  - 法制科：辦理文化資產相關法規之修訂、擬議、諮詢、闡釋及訴願等事項、各類契約之審議、法制教育訓練及推廣。

- 文化資產保存研究中心

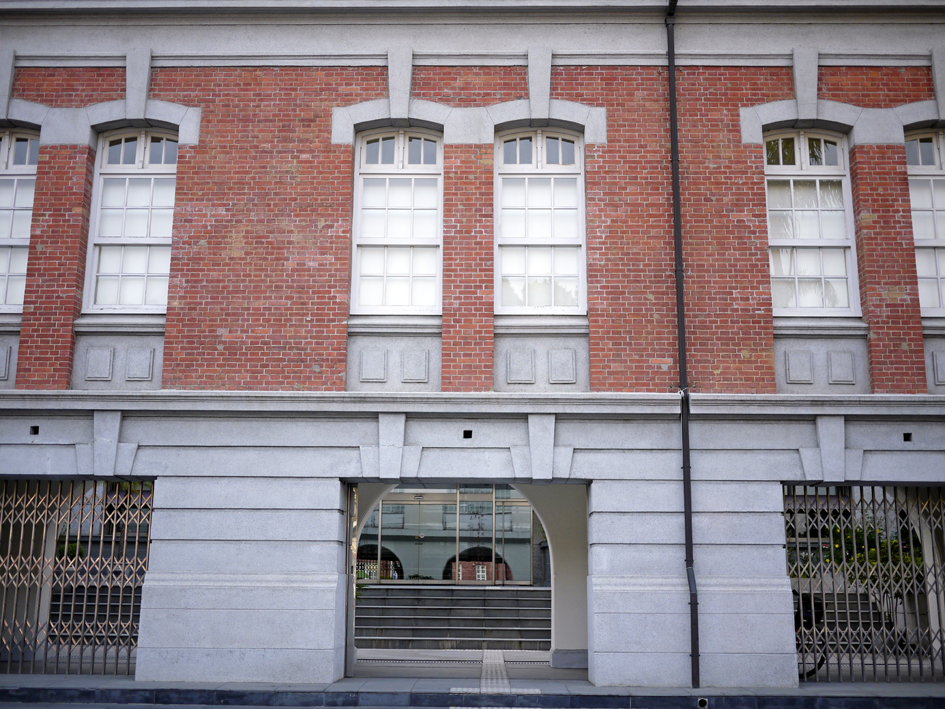
位於台南州廳側廊的文資局文化資產保存研究中心

  - 保存科學科：原研究傳習組保存科學科。辦理保存修復專業人才培育及國際合作交流、推動專業修復人才認證制度、保存修復教育推廣、預防性保存科學及管理維護諮詢。
  - 研發企劃科：原研究傳習組材料科學科。文化資產保存修復材料研發及技術移轉，以及協助國內相關研究與修復所需之科學檢測分析。
  - 修復技術科：原研究傳習組技術科學科。文化資產修復技術研究及技術支援，包括建築類（非結構部分）與文物類文化資產保存修復技術研究（無機材質包括：陶瓷、磚、石及灰作；有機材質包括：紙質、出土及水木質文物；複合材質包括：建築彩繪及壁畫）。

#### 事務單位
- 主計室
- 秘書室
  - 文書科
  - 事務科
- 人事室
- 政風室

## 歷任首長
| 任別                                            | 姓名                                            | 就職時間                                        | 卸任時間                                        |                                                 |                                                 |                                                 |                                                 |                                                 |                                                 |                                                 |                                                 |
| 行政院文化建設委員會文化資產總管理處籌備處 主任 | 行政院文化建設委員會文化資產總管理處籌備處 主任 | 行政院文化建設委員會文化資產總管理處籌備處 主任 | 行政院文化建設委員會文化資產總管理處籌備處 主任 | 行政院文化建設委員會文化資產總管理處籌備處 主任 | 行政院文化建設委員會文化資產總管理處籌備處 主任 | 行政院文化建設委員會文化資產總管理處籌備處 主任 | 行政院文化建設委員會文化資產總管理處籌備處 主任 | 行政院文化建設委員會文化資產總管理處籌備處 主任 | 行政院文化建設委員會文化資產總管理處籌備處 主任 | 行政院文化建設委員會文化資產總管理處籌備處 主任 | 行政院文化建設委員會文化資產總管理處籌備處 主任 |
| ----------------------------------------------- | ----------------------------------------------- | ----------------------------------------------- | ----------------------------------------------- | ----------------------------------------------- | ----------------------------------------------- | ----------------------------------------------- | ----------------------------------------------- | ----------------------------------------------- | ----------------------------------------------- | ----------------------------------------------- | ----------------------------------------------- |
| 1                                               | 林登讚                                          | 2007年10月17日                                  | 2008年7月31日                                   |                                                 |                                                 |                                                 |                                                 |                                                 |                                                 |                                                 |                                                 |
| 2                                               | 王壽來                                          | 2008年8月1日                                    | 2012年5月19日                                   |                                                 |                                                 |                                                 |                                                 |                                                 |                                                 |                                                 |                                                 |
| 文化部文化資產局 局長                           |                                                 |                                                 |                                                 |                                                 |                                                 |                                                 |                                                 |                                                 |                                                 |                                                 |                                                 |
| 1                                               | 王壽來                                          | 2012年5月20日                                   | 2013年8月2日                                    |                                                 |                                                 |                                                 |                                                 |                                                 |                                                 |                                                 |                                                 |
| 代理                                            | 施國隆                                          | 2013年8月2日                                    | 2013年9月23日                                   |                                                 |                                                 |                                                 |                                                 |                                                 |                                                 |                                                 |                                                 |
| 2                                               | 施國隆                                          | 2013年9月23日                                   | 2021年1月15日                                   |                                                 |                                                 |                                                 |                                                 |                                                 |                                                 |                                                 |                                                 |
| 代理                                            | 張仁吉                                          | 2021年1月15日                                   | 2021年3月24日                                   |                                                 |                                                 |                                                 |                                                 |                                                 |                                                 |                                                 |                                                 |
| 3                                               | 陳濟民                                          | 2021年3月24日                                   | 現任                                            |                                                 |                                                 |                                                 |                                                 |                                                 |                                                 |                                                 |                                                 |

### 引用
1. ↑  文化部組織法 （页面存档备份，存于）.全國法規資料庫
2. ↑  文化部文化資產局組織法 （页面存档备份，存于）.全國法規資料庫
3. ↑  曾麗芳. . 工商時報即時新聞. 2018-05-22  [2018-08-06]. （原始内容存档于2021-03-09） （中文（臺灣））. 文化部文化資產局主辦的「2018A+創意季」，今（22）日圓滿閉幕……文資局長施國隆表示……文化資產局將升格為文化資產署，台中文創園區即將轉型為文化資產園區。
4. ↑  文化部組織大改造　擬設立文化產業署、博物館司 （页面存档备份，存于），今日新聞，2019-11-7
5. ↑  組織團隊 （页面存档备份，存于）.文化部文化資產局

## 外部連結
- 文化部文化資產局（繁體中文）
- 文化資產局的Facebook專頁
- YouTube上的文化資產局頻道
- 台中文化創意產業園區（繁體中文）
- 台中文化創意產業園區的Facebook專頁